# Vicent Àlvarez i Rubio
Vicent Àlvarez i Rubio   (Xàtiva, 1941) és un advocat laboralista i polític valencià, llicenciat en Dret per la Universitat de València.

## Biografia
Durant els anys universitaris va participar en la creació de l'ADEV (Associació Democràtica d'Estudiants Valencians) i fou director de la revista Diàleg. El 1960 va formar part de la formació del Moviment Social-Cristià de Catalunya (MOSCA), grup polític valencianista fundat pels universitaris Eliseu Climent, Joan Francesc Mira, Ferran Martínez i Navarro, Ferran Zurriaga i Vicent Àlvarez, als que més tard s'hi afegiren Josep Vicent Marquès, Alfons Cucó i Valerià Miralles. El 1962 es va dissoldre i els seus membres fundaren l'Acció Socialista Valenciana.
Àlvarez participà en la fundació d'Acció Socialista Valenciana el maig de 1962, amb Eliseu Climent, Joan Francesc Mira i Rosa Raga, procedents del Moviment Social-Cristià de Catalunya (MOSCA), en organitzar junt al Frente de Liberación Popular una vaga a la Universitat de València en suport a la vaga d'Astúries de 1962. L'octubre de 1964 redactaren una Declaració de Principis, influïda per Joan Fuster i de contingut bàsicament nacionalista i socialista, on definien el País Valencià com a part dels Països Catalans. Després deixà pas al Partit Socialista Valencià, on Vicent Àlvarez hi participà fins al 1966.
Fou detingut i empresonat el 1967 per participar en la primera manifestació de l'1 de maig. En el període entre la dictadura i la transició, fou diverses vegades processat i multat, i en algun cas condemnat. Finalment fou amnistiat el 1977. A partir de 1967 va exercir com advocat laboralista, assistint al moviment obrer i també, com a defensor davant el Tribunal d'Ordre Públic.
En els anys 1970 va formar part dels Cercles Obrers Comunistes, les Plataformes Anticapitalistes i l'Organització d'Esquerra Comunista. Més endavant fou militant i dirigent d'Unitat del Poble Valencià i formà part de les llistes en algunes ocasions. En 1991 va encapçalar la de l'Ajuntament de València.
Des de finals dels anys 1980 va ser cap dels Serveis Jurídics de la Universitat de València. També, durant 16 anys va ser membre del Consell Valencià de Cultura, on va treballar per la recuperació del patrimoni cultural valencià (1998-2011). També participà en el Dictamen sobre la llengua, en el qual va emetre un vot particular a favor d'un explícit reconeixement per la unitat lingüística. En 1998 el Consell els va concedir l'Alta Distinció de la Generalitat Valenciana. Va formar part del Consell Valencià de Cultura.
Ha participat en seminaris i jornades de diferent àmbit territorial, en publicacions i premsa, sobre una temàtica centrada en els estudis socials, memòria històrica, patrimoni cultural i opinions d'actualitat.